# مطعم الحبايب (مسلسل)
مطعم الحبايب هو مسلسل تلفزيوني مصري عُرض في عام 2024، من بطولة أحمد مالك، هدى المفتي، بيومي فؤاد، إنتصار، سامي مغاوري، من تأليف مريم نعوم، ومن إخراج عصام عبدالحميد.

## قصة المسلسل
تدور أحداث المسلسل حول المنافسة بين أصحاب المطاعم المختلفة في أحد الأحياء، إلى جانب إظهار حياة العاملين في مجال الطبخ والأسرار الخاصة بهم في وصفات الطعام.

## طاقم العمل
- أحمد مالك: (صبحي)
- هدى المفتي: (وديدة "ديدي")
- بيومي فؤاد: (الشيف أبو المجد)
- إنتصار: (غالية " أم الطواجن")
- سامي مغاوري: (فخر)
- إسلام إبراهيم: (مو بشندي)
- حمزة العيلي: (الشيف حسن " حسن رغيف")
- محمود البزاوي: (أستاذ سليمان "زوج غالية")
- إنعام سالوسة: (والدة الشيف حسن)
- آلاء علي: (خطيبة صبحي السابقة)
- عايدة رياض: (أم صبحي)
- مجدي بدر: (ابن عم الشيف أبو المجد)
- رباب ممتاز: (أخت أستاذ سليمان)
- حازم إيهاب: (خطيب ديدي)
- عبير صبري: (زينب "الجارة القديمة")
- أحمد خالد صالح: (أبو توكة)
- سوسن بدر: (أداء صوتي)
- وليد المغازي